# Araneus hirsti
Araneus hirsti är en spindelart som beskrevs av Roger de Lessert 1915. Araneus hirsti ingår i släktet Araneus och familjen hjulspindlar. Inga underarter finns listade i Catalogue of Life.